# Gabriola
Gabriola est une police de caractères créée par John Hudson pour Microsoft.
Elle est distribuée avec Microsoft Windows à partir de Windows 7 et avec Microsoft Office à partir d’Office 2010.